# Norm Chow
Norman Yew Heen Chow (geboren 3. Mai 1946 in Honolulu, Hawaii) ist ein US-amerikanischer American-Football-Trainer und ehemaliger Spieler.
2002 wurde Chow mit dem Broyles Award als bester College-Assistenztrainer der USA ausgezeichnet. Im gleichen Jahr wurde er von American Football Monthly zum NCAA Division I-A Offensive Coordinator des Jahres ausgezeichnet. Von der American Football Foundation wurde er 1999 als National Assistant Coach des Jahres benannt. Während seiner Karriere trainierte er drei Heisman-Trophy-Gewinner und sechs First-Round-NFL-Draft-Picks. Zuletzt war er 2023 Head Coach (Cheftrainer) der Helvetic Guards in der European League of Football.

## Leben
Norman Chow wuchs in Honolulu auf. Sei Großvater väterlicherseits war Einwanderer aus China, seine Mutter ist Hawaiianerin. 
Chow spielte als Offensive Guard für die University of Utah Utes. Anschließend spielte er für die Saskatchewan Roughriders in der Canadian Football League. Durch eine Verletzung wurde seine aktive Karriere jedoch schnell beendet. 
Von 1970 bis 1972 war Chow Head Coach an der Waialua High and Intermediate School. Anschließend begann er eine Promotion in Pädagogischer Psychologie an der Brigham Young University (BYU), die er 1978 abschloss. Gleichzeitig war er im Trainerstab der BYU Cougars tätig, ab 1976 hauptsächlich als Wide Receiver Coach. Chow blieb 27 Jahre im Trainerstab von Head Coach LaVell Edwards, in den letzten drei Jahren als Assistant Head Coach. Nach Edwards in Rente gegangen war, wurde Chow entgegen seiner Erwartung nicht dessen Nachfolger.
In der Saison 2000 war Chow Offensive Coordinator (OC) der North Carolina State University Wolfpack. Von 2001 bis 2004 war er ebenfalls OC der University of Southern California Trojans.
Von 2005 bis 2007 war Chow OC der Tennessee Titans in der National Football League. Mit Chow zogen die Titans 2007 in die Play-Offs ein.
Nach seiner Entlassung in Tennessee arbeite Chow als OC der University of California Bruins (2008 bis 2010) und Utah Utes (2011).
Schließlich wurde Chow 2012 Head Coach der University of Hawaii. Seine erste Saison schloss er mit 3 Siegen und 9 Niederlagen ab, die zweite mit 1-11, die dritte mit 4-9. Während der Saison 2015 wurde Chow schließlich entlassen.
2016 arbeitete Chow als Assistant Head Coach an der Van Nuys High School und der Mira Costa High School in Manhattan Beach.
2020 feierte Chow sein Comeback als Offensive Coordinator der Los Angeles Wildcats in der neu gegründeten XFL. Die Saison wurde jedoch fünf Wochen abgebrochen.
In der Saison 2023 war Chow als Head Coach der neu gegründeten Helvetic Guards in der European League of Football tätig. Für die Nachfolgemannschaft Helvetic Mercenaries ist er als Berater tätig.